# Poste électrique
 (décembre 2017).
Si vous disposez d'ouvrages ou d'articles de référence ou si vous connaissez des sites web de qualité traitant du thème abordé ici, merci de compléter l'article en donnant les références utiles à sa vérifiabilité et en les liant à la section « Notes et références ».

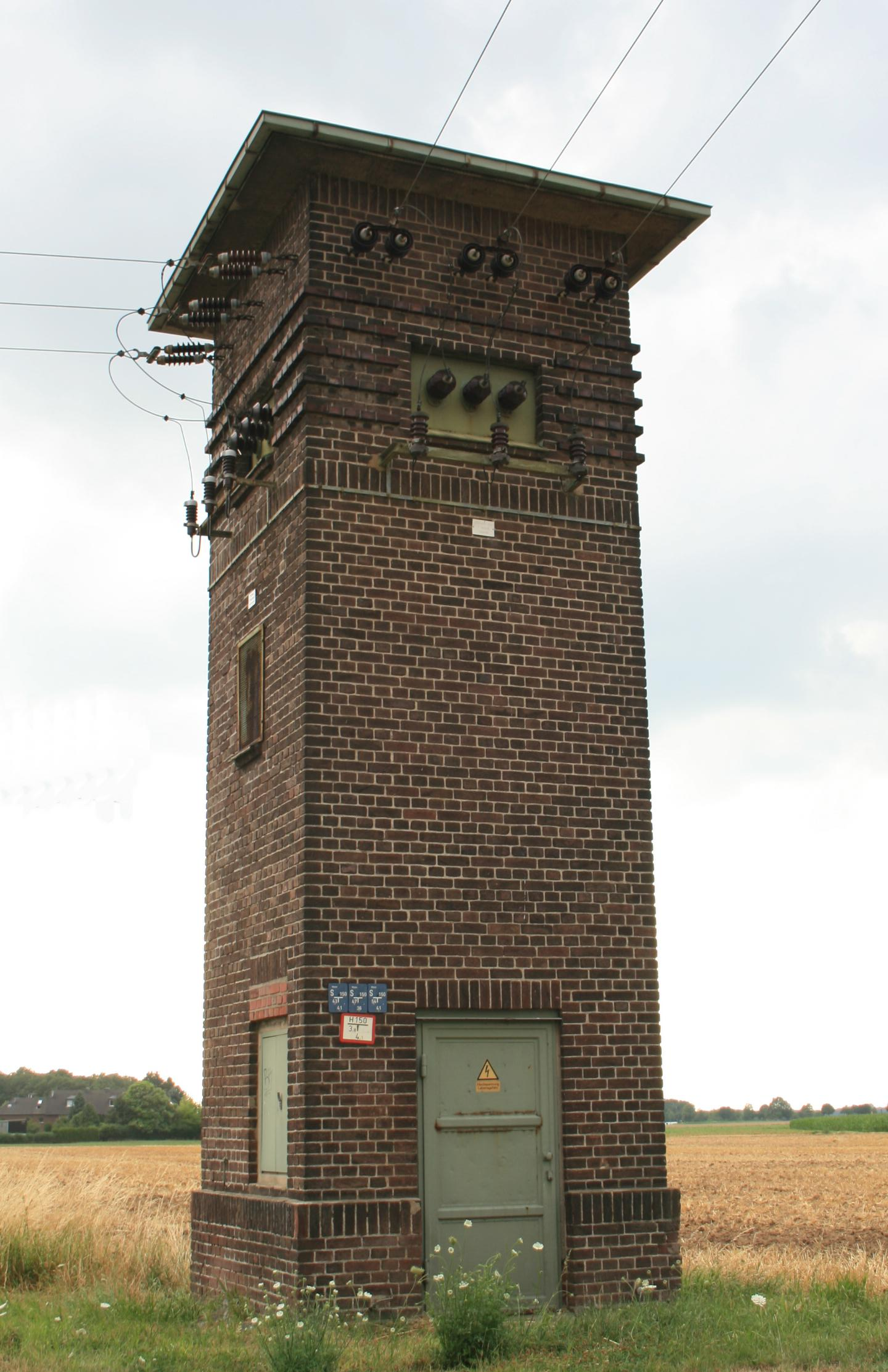
Tour de transformateur à Mönchengladbach (Rhénanie du Nord).

Un poste électrique est un élément du réseau électrique servant à la fois à la transmission et à la distribution d'électricité. Il permet d'élever la tension électrique pour sa transmission, ou de la diminuer en vue de sa consommation par les utilisateurs (particuliers ou industriels). Les postes électriques se trouvent donc aux extrémités des lignes de transmission ou de distribution. On parle aussi de sous-station, entre autres dans les chemins de fer.
Selon la définition de la Commission électrotechnique internationale, un poste électrique est la « partie d'un réseau électrique, située en un même lieu, comprenant principalement les extrémités des lignes de transport ou de distribution, de l'appareillage électrique, des bâtiments et, éventuellement, des transformateurs ».

## Usage des postes électriques haute tension

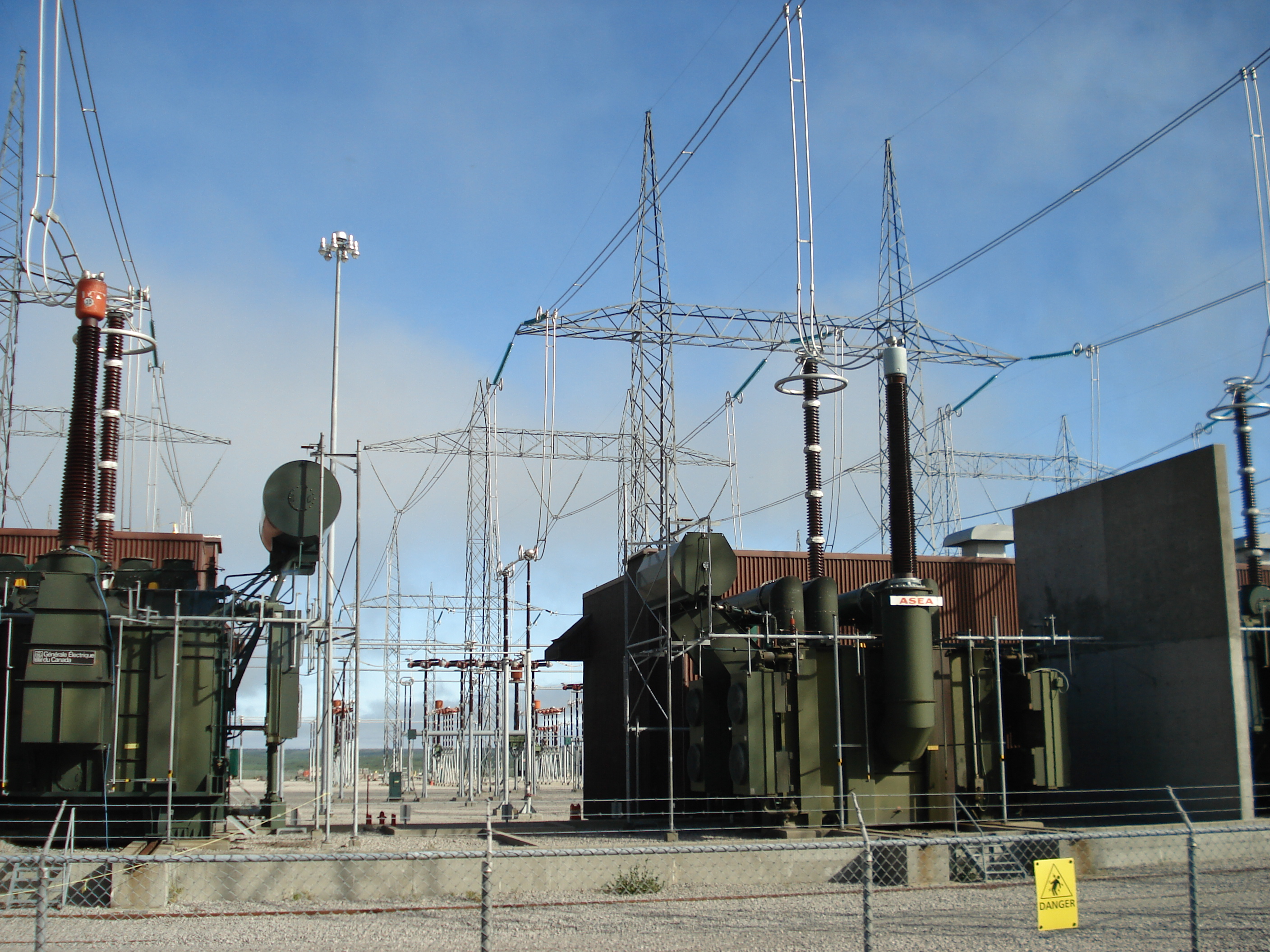
Transformateurs à la centrale hydroélectrique Robert-Bourassa, dans le nord du Québec. Ce poste alimente les lignes de transport électrique à 735 kV qui relient le complexe de la Baie-James aux marchés du sud du Québec, sur une distance de 1500 km.

Les postes électriques ont trois fonctions principales :
- le raccordement d'un tiers au réseau d'électricité (aussi bien consommateur que producteur) ;
- l'interconnexion entre les différentes lignes électriques (assurer la répartition de l'électricité entre les différentes lignes issues du poste) ;
- la transformation de l'énergie en différents niveaux de tension.

Pour la transmission de l'énergie électrique, il est économiquement intéressant d'augmenter la tension, car cela réduit les déperditions d'énergie par effet Joule. En effet, à puissance délivrée constante, plus la tension est élevée, plus l'intensité passant dans les câbles est faible, donc moins l'échauffement est important, ce qui permet entre autres de réduire la section des câbles, d'où une économie considérable.
Les niveaux de tension utilisés pour les transmissions à grande distance sont généralement entre 400 et 800 kV, qualifiés de très haute tension ou actuellement haute tension B. La tension est ensuite réduite pour une consommation à un niveau de tension usuel, soit 230 V en Europe et en Amérique latine, ou 110 V en Amérique du Nord.
Prenons l'exemple typique d'une centrale nucléaire. L'électricité est produite par la centrale, puis transite par :
- le poste d'évacuation de la centrale (la tension passe d'environ 20 à 400 kV pour être injectée sur le réseau de transport d'électricité) ;
- plusieurs postes d'interconnexion 400 kV (trajet de plusieurs centaines de km) ;
- un poste de transformation 400 / 225 kV[a] ;
- un poste de transformation 225 / 63 kV ou 225 / 90 kV (après un trajet de quelques centaines de km en 225 kV) ;
- plusieurs postes d'interconnexion 63 ou 90 kV (trajet de plusieurs dizaines de km) ;
- le poste final d'une grosse usine raccordée en 63 ou 90 kV[b] ;

Dans le cas d'un particulier, l'électricité doit transiter par un poste source, qui est un poste de transformation HTB/HTA, pour être alors injectée sur le réseau de distribution. Les postes sources sont équipés de transformateurs HTB/HTA, c'est-à-dire 63 à 225 kV pour la tension HTB, et 10 à 20 kV pour la tension HTA. Ensuite, la tension est une nouvelle fois modifiée par un transformateur HTA/BT (400 V en BT) avant d'arriver chez un particulier.

## Fonctions

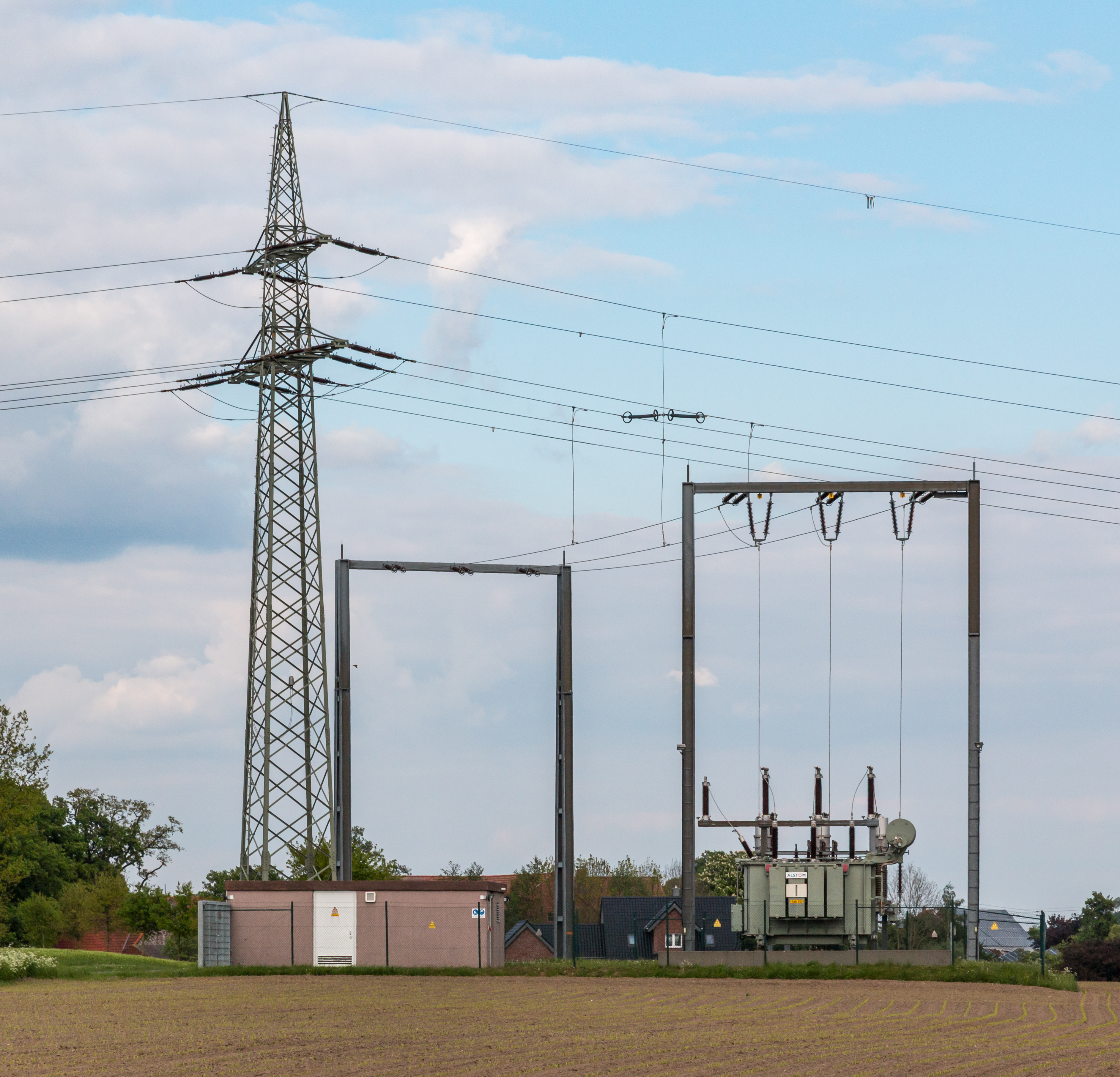
Un poste minimaliste.

Aiguiller l’électricitéLe poste de transformation électrique permet d’orienter l’électricité selon les besoins des consommateurs et les capacités de transit des lignes électriques.
Élévation ou diminution de la tensionLa tension de l’électricité apportée par le réseau est modifiée par un ou plusieurs transformateurs qui sont abrités dans un poste de transformation. La tension de transport la plus élevée en France est de 400 000 volts. Puis, à partir de postes électriques, elle est successivement abaissée d’un niveau de tension à un autre, jusqu'à la tension d’utilisation du réseau de distribution (230 volts entre phases et neutre pour les foyers et les petites entreprises).
Protection (disjoncteurs)En cas d'anomalie sur la ligne protégée le courant est interrompu ;
Isolement (sectionneurs)Lors du placement d’une ligne en court-circuit par un aléa environnemental (éclair, arbre…), le  tronçon qui dysfonctionne est rapidement séparé du réseau sain par un système de surveillance placé dans les postes électriques ;
SécuritéMise à la terre ;
EfficacitéCompensation de puissance réactive, selon le cas, pour réduire les pertes, maintenir la tension et augmenter la stabilité du réseau ;
Conversion du signal électriqueSi requis, conversion du courant alternatif au courant continu ou vice versa.

## Les technologies

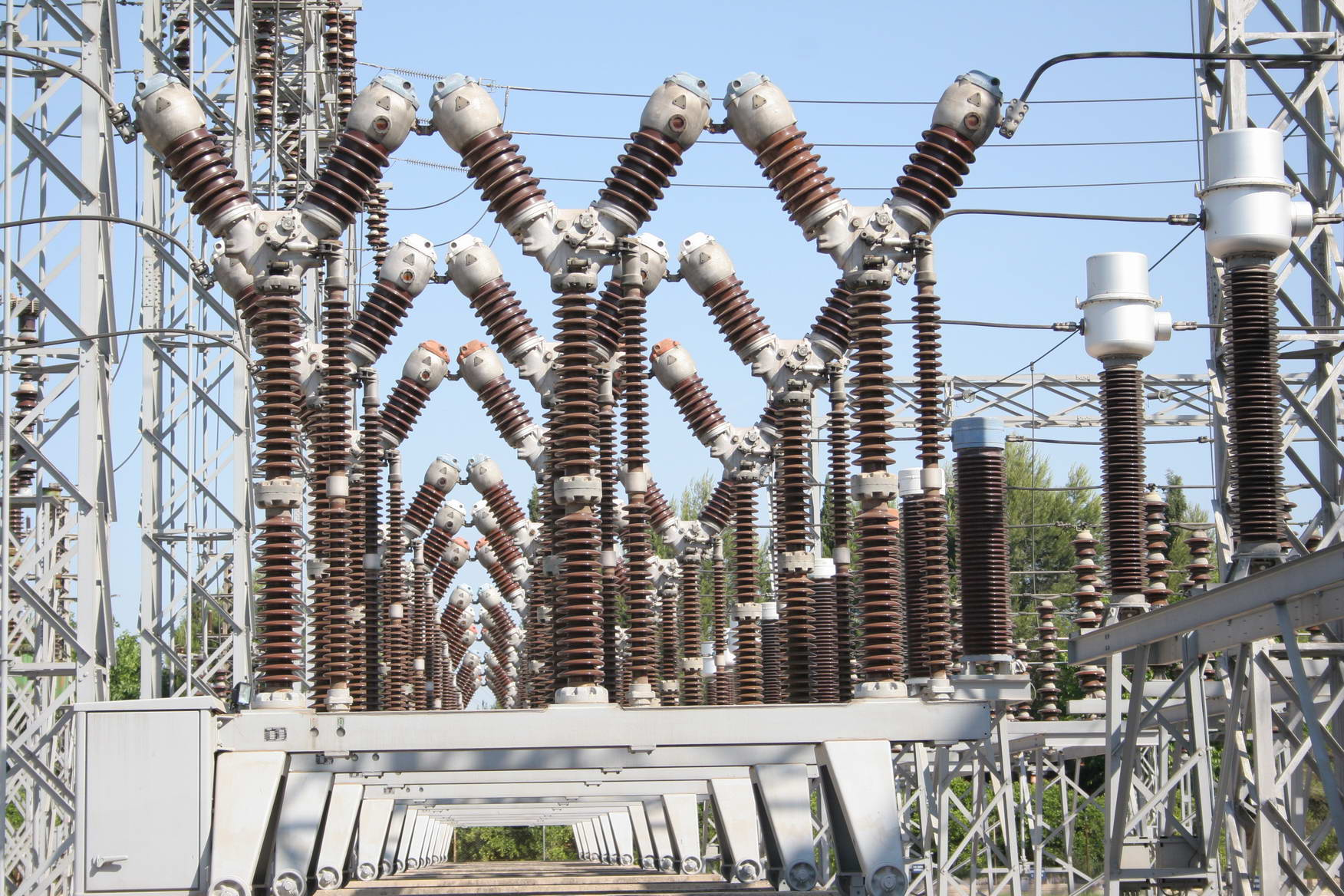
Poste électrique haute tension isolé à l'air

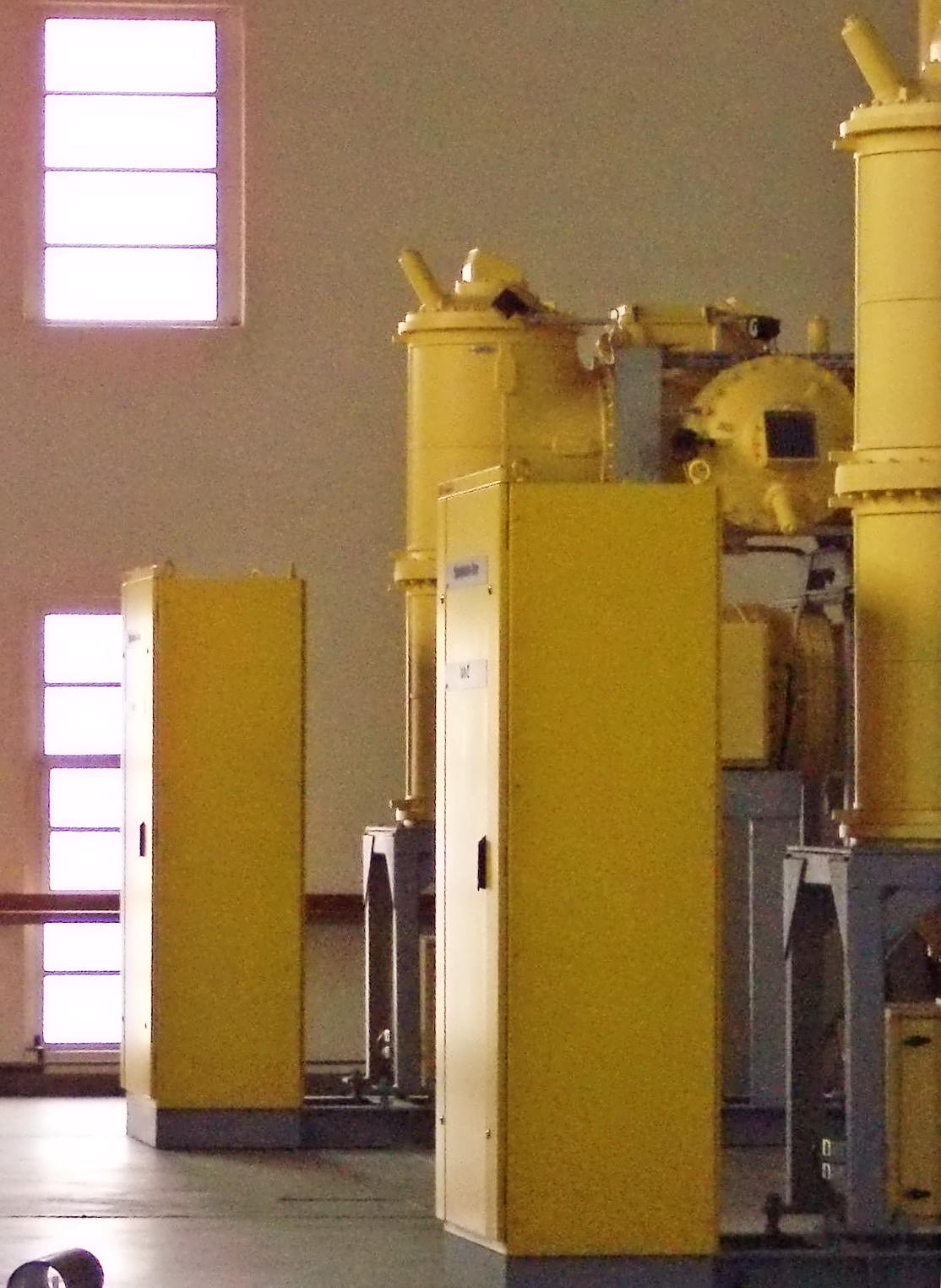
Poste électrique haute tension isolé au SF6

Il existe deux technologies principales pour les postes électriques haute tension :
- La technologie isolée dans l'air, dite aussi conventionnelle. Dans ce cas, les conducteurs électriques haute tension sont séparés par une distance d'air qui en assure l'isolation. Ces postes peuvent être réalisés en extérieur, ou bien en bâtiment. Cette variante permet de réduire les dimensions du poste, les équipements haute-tension, notamment les isolateurs, étant à l'abri des intempéries et de la pollution.
- La technologie à isolation gazeuse, dite aussi blindée. Dans ce cas, les conducteurs électriques sont encapsulés dans une enveloppe métallique remplie d'un gaz, l'hexafluorure de soufre (SF6), dont les propriétés diélectriques très supérieures à celles de l'air permettent de réduire les distances d'isolation.

La technologie dite blindée possède des avantages techniques par rapport à la technologie dite conventionnelle : compacité, fiabilité, maintenance réduite. Cependant son coût de fabrication représente un investissement supérieur à celui de la technologie conventionnelle. Une analyse du coût du cycle de vie, en intégrant les aspects de coût du terrain, investissement, fiabilité, maintenance (détection de fuite) et finalement recyclage du gaz SF6 et démantèlement peut montrer qu'elle est finalement globalement moins chère. Mais les conclusions de ce genre d'analyse sont fortement dépendantes du coût du terrain à l'endroit où le poste est implanté.

## Différents types de postes électriques
Il existe plusieurs types de postes électriques :
- Postes de sortie de centrale : le but de ces postes est de raccorder une centrale de production de l'énergie au réseau ;
- Postes d'interconnexion : le but est d'interconnecter plusieurs lignes électriques ;
- Postes élévateurs : le but est de monter le niveau de tension, à l'aide d'un transformateur ;
- Postes de distribution : le but est d'abaisser le niveau de tension pour distribuer l'énergie électrique aux clients résidentiels ou industriels.

L'aspect des postes électriques varie fortement suivant leurs fonctions. Les postes peuvent être en surface à l'intérieur d'une enceinte, souterrains, dans des bâtiments qu'ils desservent. Par conséquent, d'un point de vue architectural, les postes-tours ont pris, depuis la fin du XIXe siècle, les formes les plus diverses, allant des formulations industrielles en briques aux structures néo-romanes, Art Nouveau, historicistes ou résolument contemporaines, comme le montre un survol donnant des exemples suisses.

## Postes de distribution
Les postes de distribution électriques sont les derniers maillons de transformation de l'énergie. Ce sont des transformateurs qui abaissent la haute tension en basse tension. Un poste de distribution, quelle que soit sa forme, se présente en deux catégories: le poste public et le poste privé.
Un poste public abaisse la tension sur un réseau basse tension, et ce réseau basse tension est partagé entre un certain nombre d'abonnés. Un poste privé abaisse la tension et alimente un réseau basse tension qui alimente uniquement un seul abonné, qui est bien souvent une entreprise ou une petite industrie (minoterie, briqueterie, carrière, cimenterie...).

Arrivée et poste tour
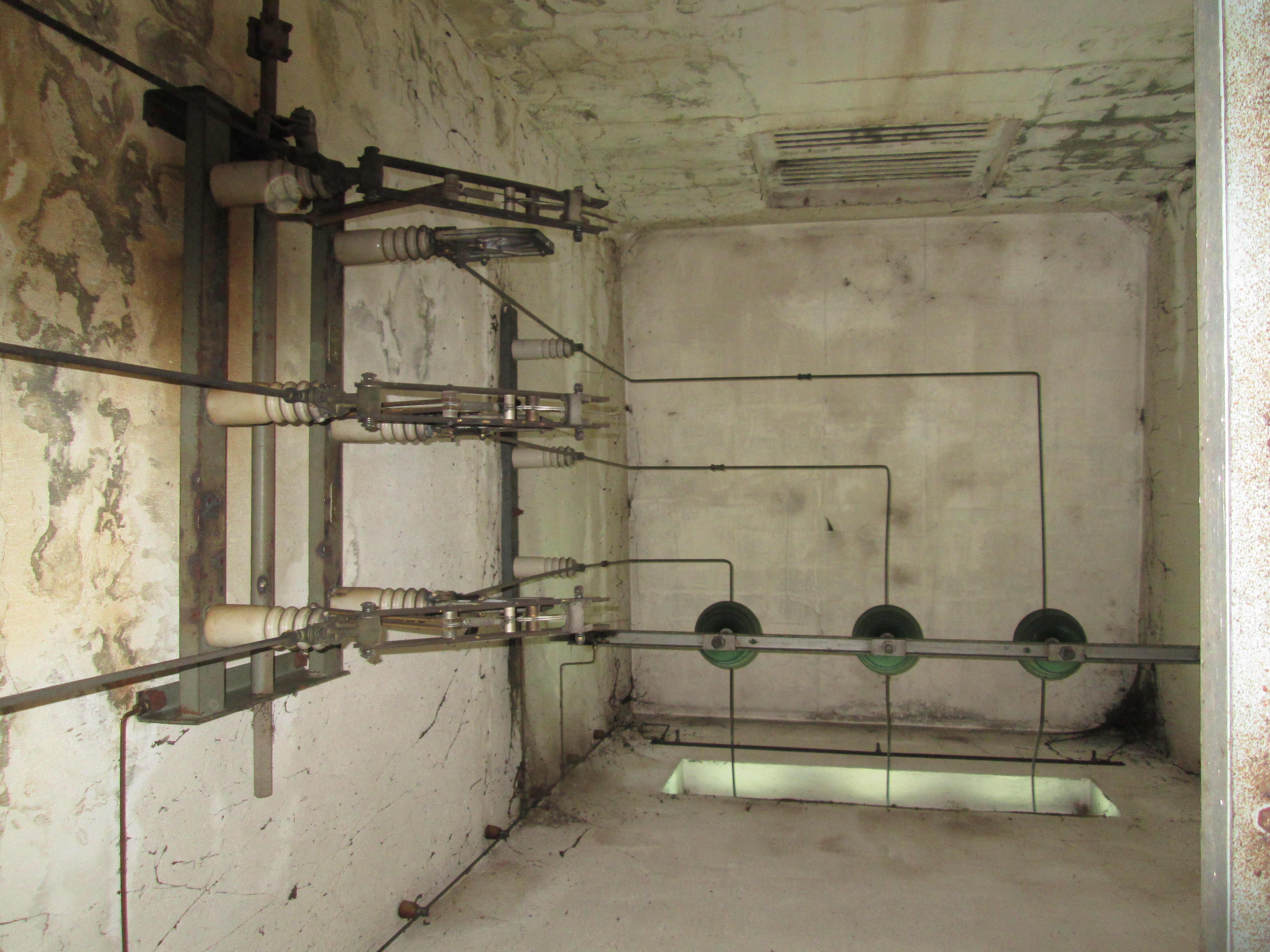
Arrivée intérieure sur sectionneur.
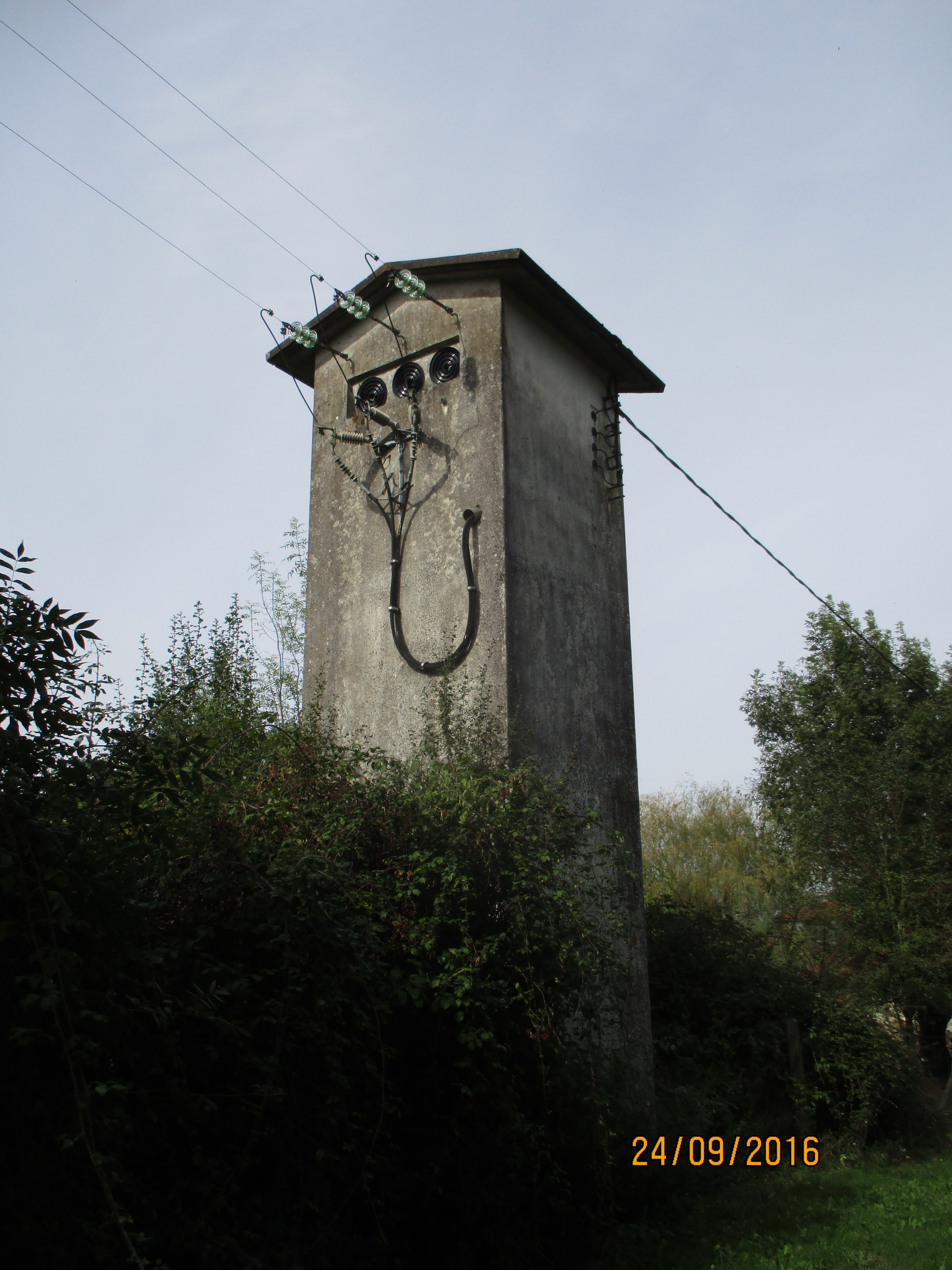
Poste-tour, vue globale.
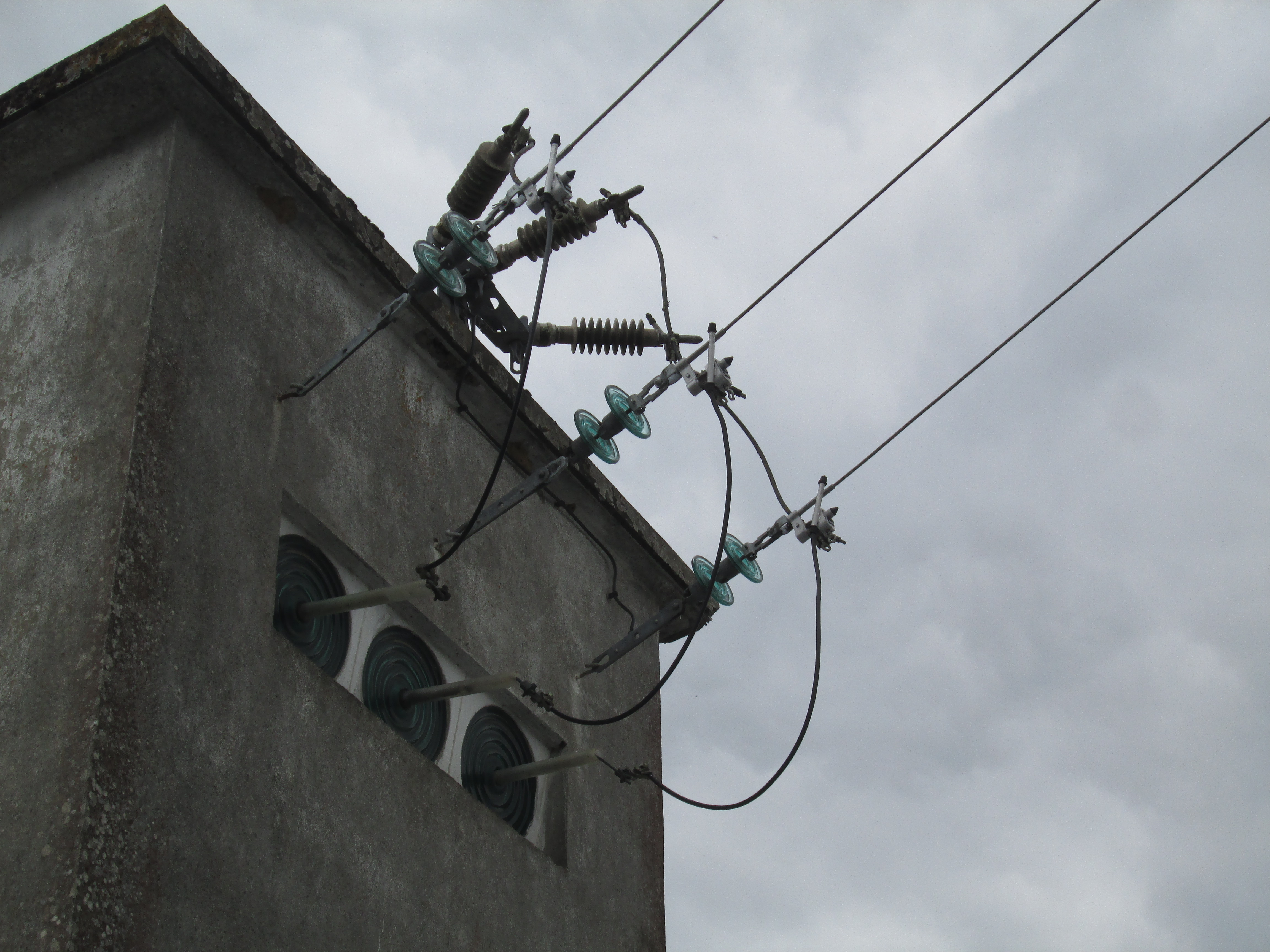
Entrée HTA sur poste-tour.

## Les différents éléments

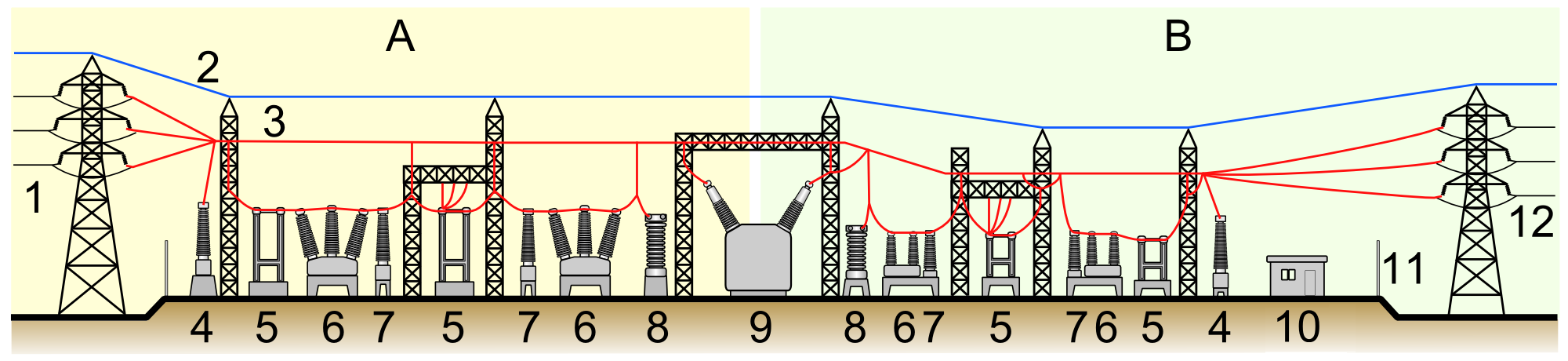
Composants électriques dans un poste
(A : côté primaire B : côté secondaire
1. Ligne électrique primaire 2. Câble de garde 3. Ligne électrique 4. Transformateur de tension 5. Sectionneur 6. Disjoncteur 7. Transformateur de courant 8. Parafoudre 9. Transformateur (de puissance) 10. Bâtiment secondaire 11. Clôture 12. Ligne électrique secondaire)

On distingue parfois les éléments d'un poste en « éléments primaires » (les équipements haute tension) et « éléments secondaires » (équipements basse tension).
Parmi les équipements primaires figurent :
- transformateur électrique
- autotransformateur électrique
- disjoncteur à haute tension
- sectionneur
- sectionneur de mise à la terre
- parafoudre
- transformateur de courant
- transformateur de tension
- combiné de mesure (courant + tension)
- jeu de barres
- batterie de condensateurs
- réactance shunt

Parmi les éléments secondaires figurent :
- relais de protection
- équipements de surveillance
- équipements de contrôle
- système de téléconduite
- comptage d'énergie
- alimentations auxiliaires
- équipements de télécommunication
- consignateur d'état

## Sous-stations ferroviaires

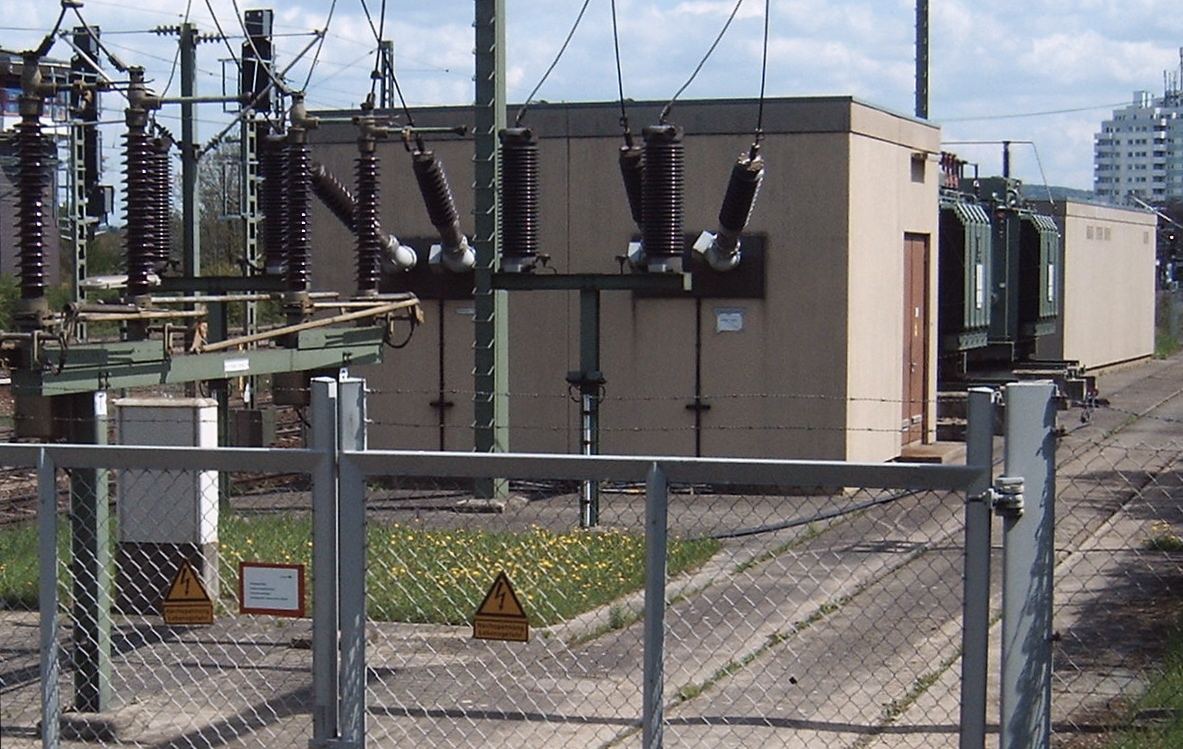
Sous-station d'alimentation d'un réseau ferroviaire à Waiblingen, Allemagne.

Sur les lignes de chemin de fer électrifiées par caténaire ou troisième rail, l'alimentation est fournie par des sous stations électriques et des postes d'alimentation. L'alimentation de ces postes est réalisée par le réseau électrique, souvent par des lignes courant le long des voies alimentées entre 35  et   90 kV. Après une herse[Quoi ?] d'entrée, on trouve une batterie de transformateurs (transformateur principal puis transformateurs de section), abaissant la tension à 25 000  ou   1 500 V. Les postes devant délivrer une tension continue comprennent en plus des redresseurs, voire, à l'origine, des commutatrices. La plupart des sous-stations alimentent directement une section de voie mais, surtout en courant continu, disposent aussi de câbles (appelés feeders) permettant de réalimenter la ligne à intervalles réguliers. On répartit ainsi l'intensité absorbée et limite la chute de tension locale au passage d'un train consommant beaucoup. L'intervalle entre les sous-stations est d'une vingtaine de kilomètres en 1 500 V continu, jusqu'à 50 km en 25 000 V monophasé.
La commande des sous-stations est réalisée à distance par un central sous-stations.

## Les problèmes engendrés
L'implantation d'un poste électrique est loin de poser les problèmes environnementaux suscités par l'implantation d'une centrale électrique ou d'une ligne à haute tension.
Les problèmes engendrés sont essentiellement :
- L'esthétique : les postes électriques utilisant une technologie à isolation dans l'air sont fortement déconseillés en zone urbaine de par la surface nécessaire pour implanter les différentes parties (qui doivent être isolées entre elles) et pour des raisons de sécurité. On préférera des postes à isolation gazeuse installés en bâtiment (solution idéale en zone urbaine) voire en sous-sol, la surface étant réduite au maximum (4 à 6 fois moins que pour un isolement en espace libre).
- Les nuisances sonores : les phénomènes de striction dans les transformateurs engendrent un bruit continu. Le bruit des ventilateurs pour les transformateurs de fortes puissances peut être gênant pour le voisinage.
- Les nuisances magnétiques : chaque site doit faire l'objet d'une étude de réduction des champs électromagnétiques résultant des fuites des circuits magnétiques. Les effets de ces fuites sont visibles sur les télévisions ou tout écran à tube par une légère danse de l'image. Elles doivent toujours être inférieures aux normes 25 µT pour être sans effet sur la santé[réf. nécessaire]. Le Parlement Européen a recommandé un seuil de 0,25 microtesla[5].

En ville, les postes électriques d'Enedis peuvent être des bâtiments de 12 m2. Ils peuvent aussi avoir été décorés.